# Noorderkerk (Ede)

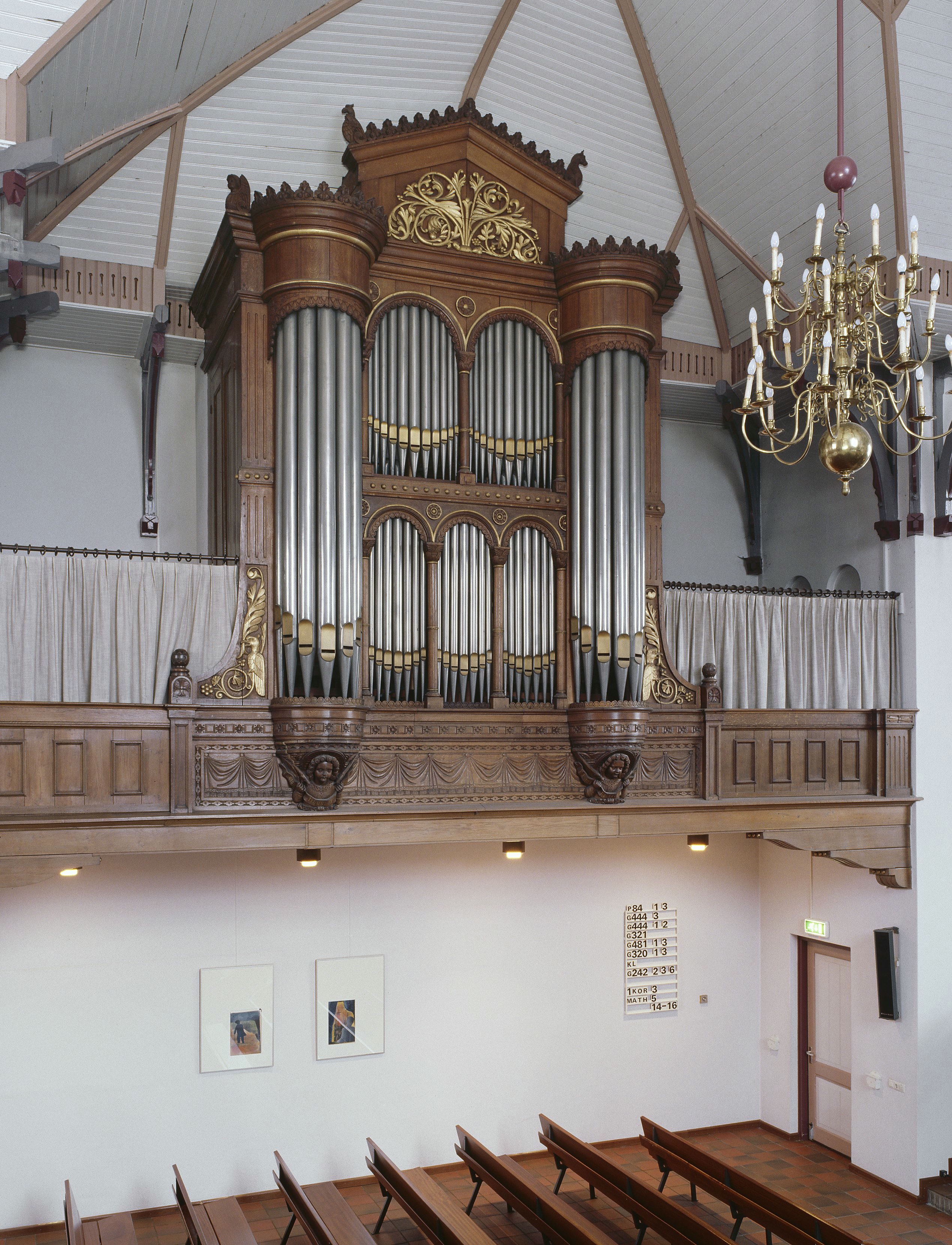
Het orgel

De Noorderkerk in de Gelderse plaats Ede is gebouwd in 1903. Tot 2010 was het gebouw eigendom van de Gereformeerde Kerk Ede (sinds 2004 PKN). Sindsdien is de kerk omgebouwd tot concertzaal, onder de naam Edesche Concertzaal en kantoorruimte. Op zondagmorgen houdt de Protestantse Wijkgemeente Noord er vieringen.

## Geschiedenis
In 1887 scheidde een groep kerkgangers in Ede zich tijdens de Doleantie af van de Nederlandse Hervormde Kerk. Naast de Oude Kerk was er in Ede nog geen ander kerkgebouw. De invloedrijke, uit Amsterdam afkomstige, zakenman G.J.C. Cavaljé, die deel uitmaakte van de afscheiding, bood de nieuw ontstane gemeente onderdak in zijn koetshuis. Later kocht Cavaljé een stuk grond op de hoek van de Telefoonweg en de Veenderweg met als doel om er een kerk te laten bouwen. Het liep echter anders en op deze plaats verrees de School met de Bijbel, die tegenwoordig de naam Cavaljéschool draagt.
Aan de Amsterdamseweg werd een andere locatie gevonden ter hoogte van de spoorwegovergang over de spoorlijn Nijkerk - Ede-Wageningen. Hier werd op 17 december 1903 de Gereformeerde Kerk geopend.
De naam Noorderkerk is van latere datum. Toen in 1940 in het Beatrixpark op het Maanderzand een tweede gereformeerde kerk werd gebouwd, kreeg deze de naam Zuiderkerk en werd de naam van het gebouw in het centrum Noorderkerk. De Zuiderkerk kreeg later de naam Beatrixkerk. Sinds 2008 heeft de Hersteld Hervormde Kerk aan de Zandlaan in Ede-Zuid een kerkgebouw, dat weer de naam Zuiderkerk heeft gekregen.
In 2010 werd de kerk door teruglopende ledenaantallen verkocht en omgebouwd tot concertzaal en kantoorruimte. In 2014 besloot de wijkgemeente Noord van de Gereformeerde Kerk Ede toch weer diensten te gaan houden in het gebouw. Reden hiervoor waren verschillende punten van onenigheid tussen de Noord- en de Centrum-gemeente met een splitsing van de gemeenten tot gevolg.

## Het gebouw
Het gebouw is een ontwerp van de Edese architect Albert Kool. Het is een eclectisch bouwwerk, opgetrokken uit rode en gele baksteen. Het heeft neorenaissance en rationalistische kenmerken. Opvallend is het grote gebrandschilderde venster aan de straatzijde. Er is een klokkentoren waarin oorspronkelijk geen klok hing. In 1939 werd een financiële actie opgezet. Tien jaar later kon de klok van de kerk voor het eerst worden geluid.

### Het orgel
In 1918 werd een orgel geplaatst dat afkomstig was uit de Corneliuskerk te Limmen. Dit orgel werd gebouwd in 1882 door de firma L. Ypma & Co. uit Alkmaar. Hieronder volgt de dispositie:
| Hoofdwerk C-f’’’    |     |
| Bourdon             | 16’ |
| Prestant            | 8’  |
| Holpijp             | 8’  |
| Viola di Gamba      | 8’  |
| Octaaf              | 4’  |
| Roerfluit           | 4’  |
| Doublette           | 2’  |
| Mixtuur III sterk   |     |
| Cornet III sterk    |     |
| Trompet (bas+disc.) | 8’  |
|                     |     |
| Tremolo             |     |

| Bovenwerk C-f’’’ |    |
| Salicet          | 8’ |
| Bourdon          | 8’ |
| Voix Céleste     | 8’ |
| Flûte Harmonique | 4’ |
| Quintfluit       | 3’ |
| Speelfluit       | 2’ |
| Hobo             | 8’ |

| Pedaal C-f’ |     |
| Subbas      | 16’ |
| Cello       | 8’  |
| Bazuin      | 16’ |

### Restauratie en verbouwing
In 1942 en 1953 werd de kerk gerestaureerd, waarna de vraag rees of het gebouw niet beter kon worden gesloopt. Uiteindelijk werd in 1977 besloten de kerk grondig te renoveren. Hierbij werd het volledige interieur veranderd en werd bovendien een bijgebouw gerealiseerd. Het orgel werd in 1979 gerestaureerd.
In 2010 besloot het kerkbestuur de Noorderkerk, in verband met de te hoge kosten, te verkopen aan een projectontwikkelaar. Aangezien het een gemeentelijk monument is, mag het niet worden gesloopt.
Op 9 januari 2011 was de laatste kerkdienst in de kerk. Tijdens de winter 2012/2013 is het gebouw gerenoveerd en gerestaureerd, waarna het in gebruik is genomen als ondernemerscentrum. De kerk wordt gebruikt als kantoor en met name als concertzaal met de naam Edesche Concertzaal.

## Edesche Concertzaal
De concertzaal richt zich met name op Kamermuziek. De zaal beschikt over een Bösendorfer-vleugel en ook het voormalige kerkorgel wordt regelmatig bespeeld. In 2018 werd in samenwerking met artistiek leider Anna Fedorova het Internationaal Kamermuziek Festival Ede georganiseerd.

### Artists in residence
- 2014-2015: Marlene Hemmer
- 2015-2016: Anna Fedorova
- 2016-2017: Hannes Minnaar
- 2017-2018: Nino Gvetadze
- 2018-2019: Maria Milstein
- 2019-2020: Severin von Eckardstein
- 2021-2022: Anastasia Kobekina
- 2022-2023: Elisabeth Brauß